# Washington Muñoz
Washington Muñoz   (Guayaquil, 26 de juny de 1944) és un exfutbolista equatorià de la dècada de 1960 i entrenador.
Fou 16 cops internacional amb la selecció de l'Equador. Pel que fa a clubs, defensà els colors de Barcelona SC durant tota la seva carrera.